# Nicolas Gill

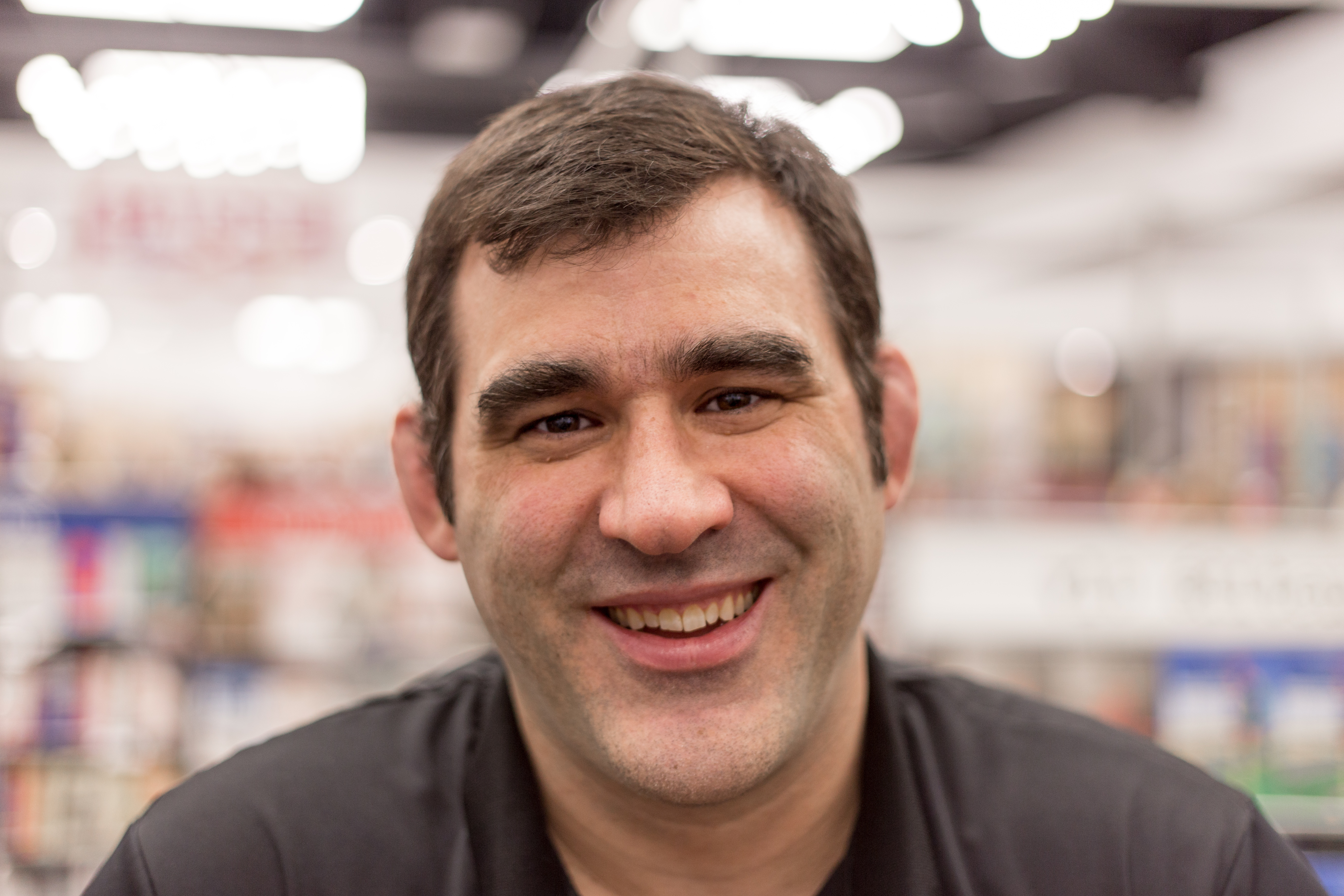
Nicolas Gill

Nicolas Gill, född den 24 april 1972 i Montréal, Kanada, är en kanadensisk judoutövare.
Han tog OS-brons i herrarnas mellanvikt i samband med de olympiska judotävlingarna 1992 i Barcelona.
Han tog OS-silver i herrarnas halv tungvikt i samband med de olympiska judotävlingarna 2000 i Sydney.